# 나쵸 리브레
《나쵸 리브레》(영어: Nacho Libre)는 2006년 개봉한 미국의 스포츠 가족 코미디 영화이다.
2006년 6월 16일 미국에서 파라마운트 픽처스에 의해, 해외에서는 유나이티드 인터내셔널 픽처스에 의해 개봉되었다. 비평가들로부터 엇갈린 평가를 받았으며 제작 예산 3,500만 달러 대비 전 세계 박스오피스에서 9,900만 달러의 수익을 올렸다.

## 줄거리
오아하카주 수도원 보육원에서 요리사로 일하는 이그나시오는 멕시코 특유의 프로 레슬링인 루차 리브레에서 뛰는 선수인 루차도르가 되길 은밀히 꿈꾸고 있다. 하지만 수도원은 레슬링을 자만의 죄로 해석해 금지한다.
이그나시오는 후원금이 부족한 보육원 아이들을 위해 돈을 벌려고 몰래 루차도르 활동을 시작한다. 또한 길거리 도둑 스테벤을 설득하여 그와 함께 태그팀을 결성하고, 이그나시오는 나초, 스테벤은 에스켈레토를 각각 링네임으로 정한다.
둘은 지역 대회에서 활동하며 계속 패배하지만 규정에 따라 수익의 일부를 받고, 이그나시오는 이 돈으로 보육원 아이들을 먹일 식재료를 산다. 그래도 승리가 고픈 이들은 수리의 힘을 부여한다는 민간 요법에 기대보지만 효과를 보지 못하고, 챔피언인 루차도르 람세스에게 조언을 구했다가 퇴짜를 맞는다.
그럼에도 꺾이지 않은 둘은 람세스의 매니저가 멕시코 최고의 레슬러들을 위해 연 파티에 잠입하고, 프로 레슬러가 되기 위해서는 곧 있을 자유 난투극에서 최후의 승자가 되어야 한다는 것을 알게 된다. 한편 이렇게 파티에서 시간을 보내는 사이에 고아들을 돌보는 일은 뒷전이 되고, 이그나시오가 이를 스테벤 탓으로 돌려 둘이 다투면서 팀이 해체된다.
이그나시오는 미사 중에 사고로 수도원 사람들에게 레슬링 의상을 들키자 자유 난투극에 참가해 람세스를 꺾고 상금을 타 고아원을 위한 버스를 사겠다고 선언한다. 이그나시오는 비록 2등에 머물러 수도원에서 쫓겨나지만, 스테벤이 1등에게 부상을 입히면서 2등인 이그나시오에게 람세스와 싸울 기회가 주어진다. 스테벤과 이그나시오는 재결합한다.
이그나시오는 엥카르나시온 수녀에게 자신의 마음을 고백하고, 그녀와 고아들의 응원을 받으며 람세스를 물리친다. 이후 이그나시오는 프로 레슬러가 되어 상금으로 고아들을 위한 버스를 마련하고, 이그나시오, 스테벤, 고아들, 엥카르나시온이 함께 몬테 알반 선콜럼버스 시대 사포텍 문명 유적지로 현장 학습을 떠나며 영화가 마무리된다.

## 출연진
- 잭 블랙 - 이그나시오/나초 역
  - 트로이 젠틸 - 어린 이그나시오 역
- 아나 데라레게라 - 엥카르나시온 수녀 역
- 엑토르 히메네스 - 에스켈레토/스테벤 역
- 페테르 스토르마레 - 황제/물 집시[1] 역
- 칼라 히메네스 - 칸디다 역
- 모이세스 아리아스 - 후안 파블로 역
- 마스카리타 도라다 - 로스 두엔데스 중 한 명 역